# Madre con bambino
La Madre con bambino è un dipinto datato 1900, e dietro il cartone è dipinto Ritratto di uomo in abito scuro.
Nell'opera viene rappresentata una madre che tiene in braccio un bambino sorridente, e sullo sfondo si nota un giardino.
L'opera, di influenza impressionista, presenta un'intensa luminosità che si coglie guardando le macchie gialle che riproducono i raggi del Sole, il pittore utilizza colori, caldi e freddi, brillanti.